# La Motte-Saint-Jean
La Motte-Saint-Jean ist eine französische Gemeinde mit 1.186 Einwohnern (Stand: 1. Januar 2022) im Département Saône-et-Loire in der Region Bourgogne-Franche-Comté. Die Gemeinde gehört zum Arrondissement Charolles und zum Kanton Digoin.

## Geografie
La Motte-Saint-Jean liegt an der Loire, an der Einmündung des Nebenflusses Arroux. Umgeben wird La Motte-Saint-Jean von den Nachbargemeinden Neuvy-Grandchamp im Norden, Rigny-sur-Arroux im Osten und Nordosten, Digoin im Süden und Osten, Molinet im Süden und Südwesten, Saint-Agnan im Westen sowie Les Guerreaux im Westen und Nordwesten.

## Bevölkerungsentwicklung
| Jahr                      | 1962 | 1968 | 1975 | 1982 | 1990 | 1999 | 2006 | 2013 |
| Einwohner                 | 1162 | 1215 | 1253 | 1269 | 1236 | 1175 | 1200 | 1222 |
| Quelle: Cassini und INSEE |      |      |      |      |      |      |      |      |

## Kultur und Sehenswürdigkeiten
- Kirche
- Schloss La Motte-Saint-Jean